# 古蜀

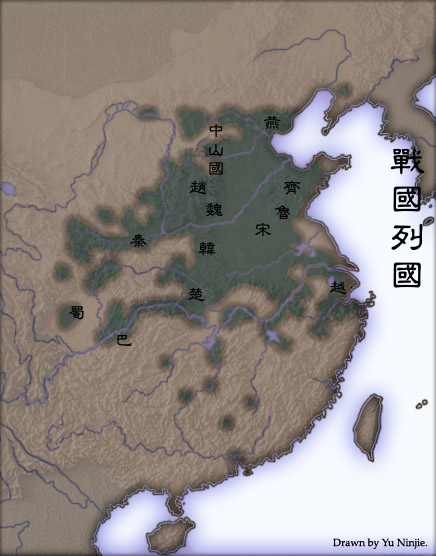
初期の戦国列国

古蜀（こしょく）は、古代の蜀にあった国。三星堆文化を元とした独自の文化を持った国が栄えており、周に対して服属していた。東晋時代の地誌『華陽国志』にその歴史が詳しく記されているが、司馬遷の『史記』では、紀元前316年に秦の将軍司馬錯に滅ぼされたことが記されるのみである。

## 概要
東は巴、南は越、北は秦、西は峨眉山に接し、天府と称され、原名を華陽と言った。武王の帝辛（紂王）討伐にも参加し、周王室を奉っていたが、中原から遠いこともあって春秋の会盟には参加できなかった。周王室が衰退すると蜀がまず王を称し、蜀王杜宇の時代には帝と称した。その後は開明氏が代々蜀王となって隣国の巴と争った。
周の慎靚王5年（前316年）、蜀王が弟の葭萌を漢中に封じその城邑を葭萌と名付けるよう命じた。号して苴侯と言った。
苴侯は敵国の巴王と好を通じたことに激怒した蜀王に討伐を受け、巴に逃亡して秦に助けを求めた。
楚を討伐する計画を立てていた秦では群臣達の間で議論となり、「蜀は西方辺境の国であり、戎狄の長に過ぎない。楚を討伐するのとは違います」という意見が出された。これに対して司馬錯と田真黄が「蜀は、桀王、紂王の騒乱の時からあり、その国は富んでいて、布帛や金銀を得ることができ、軍備に用いるには十分な量を産します。水路は楚に通じていて、巴には、大船舶を浮かべて、東の楚に向かえば、楚の地を得ることが可能です。蜀を得ることは、すなわち楚を得ることになります。楚の滅亡は、すなわち天下の併合となります」と意見すると恵文王は「よし」と言って、張儀、司馬錯、都尉墨らを石牛道から蜀討伐に向かわせた。
蜀王は自ら軍を率い葭萌と戦ったが敗走して武陽に至り秦軍に殺害された。宰相、太傅、太子は逢郷まで落ち延び、白鹿山で自害した。 冬十月、蜀は平定され苴侯と巴も滅ぼされた（秦滅巴蜀の戦い）。

## 開明朝
望帝から禅譲を受けた鱉霊は開明朝を開き、第一代叢帝を称したが秦の勢力が増し、圧力が増大するに伴って第九代開明尚は帝号を廃し、蜀王を称した。
第十二代蘆子覇王の子蜀泮は秦軍の追撃を逃れて越南に逃れ、甌雒国を建国し安陽王を名乗り、秦の侵攻に備えた。秦の滅亡後、南越国を建国した趙佗の侵攻を受けるが退けた。しかし、趙佗の数々の計略によって二度目の侵攻を防ぐことが出来ず、紀元前179年に滅亡した。これをもって開明朝の系譜は途絶えることとなる。

## 歴代君主
- 蚕叢
- 柏灌
- 魚鳧
- 望帝

- 開明朝

1. 鱉霊（叢帝）
2. 蜀蘆帝
3. 蜀保子帝
4. 不明
5. 蜀別帝
6. 不明
7. 不明
8. 不明
9. 蜀王開明尚
10. 不明
11. 不明
12. 蘆子覇王